# San Saba (Messina)
San Saba (popolarmente chiamato anche Santo Saba, Santu Sabba in dialetto messinese) è un antico borgo marinaro di circa trecento abitanti ed è parte della Circoscrizione VI di Messina. Geograficamente è situato nella periferia nord della città peloritana, lungo la riviera tirrenica che si snoda tra Punta Faro e Capo Milazzo.

## Il toponimo
Agiotoponimo che consacra la figura del patrono locale san Saba Archimandrita.

## Geografia fisica
San Saba si affaccia sul basso Tirreno, uno dei mari più pescosi del Mar Mediterraneo, caratterizzato da temperature più miti di quelle del Mar Ionio. La costa è caratterizzata da numerose spiagge di sabbia e ghiaia. 
A Capo Rasocolmo, nell'estrema punta orientale del villaggio, si ergono le Montagne di Sabbia, adagiate sulla roccia e a picco sul mare. Si tratta di piccoli promontori rocciosi ricoperti dalla sabbia sospinta in alto dai venti invernali fin sotto il faro, sono facilmente scalabili e dalla loro sommità si ha uno splendido panorama dell'intera costa. Non ci sono più le dune di sabbia che esistevano negli anni Trenta-Quaranta-Cinquanta. Del litorale, poi, è stata ridotta significativamente l'ampiezza, a causa dell'intensa opera di cementificazione e di riduzione in ampiezza degli alvei dei torrenti limitrofi. Dal 2022 in poi, la spiaggia di San Saba si è affermata come spiaggia nudista, permettendo la pratica del naturismo al suo interno. 
A sud del paese e nelle contrade limitrofe, grazie alla vicinanza dei monti Peloritani, esistono vari spazi verdi, campagne e zone boschive.

## Storia e tradizioni
Un giorno, un abitante trovò in mare una cassetta, la raccolse, la portò a riva e l'aprì. Vide che conteneva la statuetta di un santo che aveva scritto sotto: "San Saba". Della statuetta si persero le tracce e si racconta che forse venne spedita a Roma per poter essere ricostruita in versione più grande.
A questo ritrovamento, secondo le testimonianze raccolte, sembra risalga la decisione da parte degli abitanti di chiamare il villaggio con questo nome, eleggendo il Santo a patrono. Questo avvenimento può essere collocato nella seconda metà dell'Ottocento e, considerando le notizie sui pirati che nel Cinquecento seminarono il terrore lungo le coste tirreniche, si può dedurre che solo nei secoli successivi questi luoghi marittimi cominciarono a essere abitati stabilmente da gente che, volendo sfruttare questo mare, allora molto pescoso, venne a stabilirsi, trasferendosi dalle zone collinari come Castanea, Faro o Salice.
A conferma di tali supposizioni, nel documento del sacerdote Padre Leonardo Principato, è riportato un brano del manoscritto del sacerdote Padre Domenico Alessi, che scriveva così: "La sera del 3 ottobre 1810 venne dalla Marina dello Giudeo, Pietro Denaro per avvisare a questo pubblico che nel mare (Tirreno) vi era un lancione carico di uomini il quale fece mostra di diverse bandiere e specialmente della Francia".
Le parole "Marina dello Giudeo", che indicano appunto il torrente Giudeo, dal quale si risaliva a piedi verso Castanea (al tempo del fascismo venne costruita una mulattiera) e la data, 1810, provano che tali deduzioni potrebbero essere corrette e cioè che il villaggio sia sorto successivamente a questa data, prendendo il nome attuale di San Saba, verso la seconda metà dell'Ottocento.
Inoltre, sulla base delle notizie tratte da fonti scritte "Beni Culturali", San Saba rimase una delle contrade del territorio di Castanea fino alla metà circa del Novecento, quando divenne villaggio in seguito all'esplosione edilizia del dopoguerra, dovuta alla scoperta turistica delle colline e delle spiagge e al concomitante diffuso benessere che ha portato molti a desiderare e a costruirsi la seconda casa.

## Manifestazioni religiose, folkloristiche e culturali
Essendo San Saba un luogo tipicamente di villeggiatura, la maggior parte degli appuntamenti tradizionali ricorrono nel periodo estivo e sono legati alla costa e al mare.
- La Festa di San Saba. Il Santo protettore del villaggio viene commemorato ogni 5 dicembre con un'apposita cerimonia religiosa in Chiesa, in cui vengono ricordati la sua vita ed i suoi miracoli, vengono benedette e consegnate a ciascuna famiglia le mele, simbolo del Santo, e talvolta si procede con una breve processione lungo le vie del paese. In anni più recenti la festa in onore di San Saba ha luogo la domenica della terza settimana di agosto. In tal giorno, in un villaggio addobbato con arcate luminose o nastrini, oltre la solenne Messa religiosa in onore del Santo, si evidenzia particolarmente la caratteristica processione, con cui, dinanzi ai fedeli che pregano ed intonano canti, la statua di San Saba viene trasportata a braccia per tutto il lungomare ed i vicoli del villaggio, in mezzo ai balconi che espongono la bandiera tricolore e le tante bancarelle accorse per l'occasione. Negli ultimi anni, inoltre, è invalso l'uso di precedere il giorno della festa con vari giochi e serate di intrattenimento organizzati dal gruppo parrocchiale, quali il torneo di briscola, la pentolaccia e le gare per bambini e ragazzi sulla spiaggia dinanzi all'isola pedonale al centro del paese. Infine, alla mezzanotte del dì di festa, i tradizionali "botti" e fuochi d'artificio sul mare chiudono il tutto.
- La Sagra del Totano, organizzata il 14 agosto dall'Oasi Azzurra.

## La gastronomia locale
La gastronomia di un villaggio marinaro di pescatori come San Saba è a base di prodotti ittici, quali la seppia, l'opa, il pesantone, la lampuga e il tonno alletterato. La pietanza tradizionale del luogo può considerarsi il totano ripieno con mollica, formaggio, branchie del mollusco stesso e capperi, il tutto cotto nel sugo di pomodoro.
Molto conosciute sono anche specialità a base di cacciagione come il cinghiale, il coniglio e poi quaglie, colombaccio, tordo e beccaccia.

## Le attività

### La pesca
- La pesca del totano.

La pesca più praticata a San Saba, già nel passato ma soprattutto attualmente, è quella al totano, mollusco marino della famiglia dei cefalopodi, dall'ottima carne, molto simile al calamaro. La tecnica di cattura utilizzata dai pescatori del villaggio è tuttora quella tradizionale con ciò che dialettalmente viene definito "u lonthru". Quest'ultimo consiste sostanzialmente nella tipica totanara piombata con un grosso ciuffo d'ami robusti, dotata di catturante mini lampadina interna, il tutto legato ad una lenza avvolta su una tavoletta di sughero o di legno. Questo genere di pesca si pratica normalmente nel periodo estivo, uscendo in barca tra il tardo pomeriggio e l'alba. Si cala in acqua e si recupera ripetutamente la lenza con un movimento lento e cadenzato; quando si avverte un appesantimento sul filo significa che il totano "ha abboccato" e allora, dopo aver dato uno strappo deciso, con ritmo veloce e costante si issa la preda sulla barca. Come si può notare, si tratta di una tecnica dai sapori molto antichi, sia nella pratica sia negli strumenti, ma ancora molto praticata e suggestiva.
- La pesca con la sciabica.

In passato la più grande fonte di reddito nel periodo invernale per gli abitanti di San Saba era costituita dalla pesca con la "sciabbica". Quest'ultima, il cui nome deriva dall'arabo "Sciabaka", è una grande rete a circuizione, che può raggiungere la lunghezza di circa un chilometro. Con essa si possono catturare vari generi di pesci, tra cui le occhiate o le squisite ope; particolare era poi l'utilizzo di questa tecnica per la cattura delle ricciole, in quanto veniva praticata di notte, solo nel mese di giugno e alle Montagne di sabbia: diveniva così un vero e proprio evento, carico di grande suggestione, per tutti gli abitanti del villaggio. Generalmente, comunque, la pesca con la sciabbica avveniva di giorno, tra agosto e marzo, e richiedeva l'intervento di circa venti pescatori e due barche. Queste ultime, l'una più grande, detta "della sciabbica" e l'altra più piccola detta "bozzetto", avevano il compito di calare la rete in mare e distenderla a mo' di sacco, affinché, poi, dalla costa due squadre di pescatori la potessero tirare a mano da entrambi i lati, aiutandosi con le "cuddhane", ossia fasci di tela indossate a tracolla. La pesca con la sciabbica fu esercitata nelle acque di San Saba sino a metà circa degli anni 80, quando le limitazioni operate da una legge per la ripopolazione della fauna marina non ne proibirono di fatto la pratica; resiste, tuttavia, sia pure per pochi mesi l'anno (febbraio-aprile) e tirandolo direttamente dal mare, nel rispetto della normativa vigente, l'uso dello "sciabbacheddu" , una rete del tutto uguale alla sciabbica, ma più piccola e particolarmente adatta alla cattura della neonata di sardina o di cicirella.

## Le contrade limitrofe
Intorno San Saba sorgono alcune piccole contrade: si tratta per lo più di minuscole comunità montane, stanziate ai piedi dei colli. Esse sono:
- Giudeo
- Mella
- Calamona
- Sitaloro
- San Filippo
- Miano
- Musarra
- Corridore

### Giudeo e Mella
Giudeo e Mella sono, tra tutte le contrade vicine a Santo Saba, quelle prevalentemente costiere, con una spiaggia alquanto corta, ma con un mare molto pulito e che ben si presta alla pesca subacquea o a quella da terra con la canna. Giudeo prende il nome dall'omonimo piccolo torrente che l'attraversa, sempre asciutto in estate, a volte copioso d'acqua in inverno, specie dopo qualche abbondante pioggia. Da segnalare in questa frazione, altresì la presenza di una piccola casamatta o bunker militare, risalente probabilmente alla seconda guerra mondiale. Quasi alla foce del torrente, poi, sorge un campo di calcio, che, realizzato negli anni settanta dall'iniziativa privata di alcuni abitanti, è stato ricostruito più volte per colpa dei dissesti prodotti dallo straripamento della fiumana. Anche Mella deve il proprio nome al piccolissimo torrente che l'attraversa; essa è la prosecuzione della frazione Giudeo, presentando sostanzialmente pari caratteristiche, tranne che per la presenza di un depuratore di acque nere realizzato nel 1984, oggetto di proteste continue ma inascoltate dei residenti. Qui si trova la villa Pistorio, prima abitazione vacanziera costruita sul finire degli anni sessanta.

### Calamona
Calamona è la più grande delle contrade limitrofe a San Saba, sia per estensione sia per popolazione. Contando circa duecento residenti, essa è stanziata sulle colline peloritane e presenta molti fondi rustici, libere campagne e zone boschive. Inoltre dal 1935 esiste un'Associazione religiosa intitolata alla Madonna Addolorata, cui è dedicata anche la chiesetta del paese, dalla quale è possibile godere del panorama delle isole Eolie. La chiesa è circondata da cipressi e alberi vari e fu costruita nel 1800 e successivamente, nel 1901, fu ampliata e abbellita. Il terremoto del 1908 la lasciò indenne come anche le due guerre mondiali.
Altro luogo panoramico è la pineta, dalla quale è possibile osservare la baia di San Saba, tutta la costa tra il capo e capo Milazzo e il panorama delle Eolie.
La festa patronale si festeggia il 15 settembre organizzata dagli stessi abitanti tra eventi sportivi, teatrali (organizzati dalla stessa compagnia teatrale amatoriale di Calamona diretta dal sig. Rosario Mirabile e da sua moglie Giuseppina Costa), religiosi e civili.
A Calamona esistono tuttora dei rifugi che le forze americani, durante la seconda guerra mondiale, hanno scavato nella montagna per dare riparo alla popolazione dai bombardamenti del periodo. È ancora possibile vedere piccole vecchie stradine tra le quali quella che porta a Castanea delle Furie ormai comunque quasi impraticabile.
Secondo alcuni libri il nome "calamona" significherebbe "bel soggiorno", secondo altri nato del vedere scendere ("calare") a valle monache appartenenti a qualche antico monastero.

### Sitaloro, San Filippo, Miano, Musarra e Corridore
Le contrade di Sitaloro, San Filippo, Miano, Musarra e Corridore sono, per lo più, piccolissimi centri collinari abitati da poche famiglie e si caratterizzano per la presenza di ampi spazi verdi e zone boschive, nonché di numerosi fondi rustici. In particolare, le campagne di queste località sono tradizionalmente strutturate a terrazzate e coltivate, in maggior parte, a ortaggi, uliveti e agrumeti. 